# Flora of the British West Indian Islands
Flora of the British West Indian Islands (abreviado Fl. Brit. W. I.) es un libro ilustrado con descripciones botánicas que fue escrito por el botánico, geobotánico, pteridólogo, y fitogeógrafo alemán August Heinrich Rudolf Grisebach y publicado en Londres en 7 partes en los años 1859-1864.

## Publicaciones
- parte 1: 1-96. Dec 1859;
- parte 2: 97-192. Jun 1860;
- parte 3: 193-315. late 1860;
- parte 4: 316-410. late 1861;
- parte 5: 411-506. prob. May 1862;
- parte 6-7: 507-789. Oct 1864